# 贾伊塔里
贾伊塔里（Jaithari），是印度中央邦Shahdol县的一个城镇。总人口7800（2001年）。

## 人口
该地2001年总人口7800人，其中男性4048人，女性3752人；0—6岁人口1133人，其中男587人，女546人；识字率63.26%，其中男性为72.28%，女性为53.52%。